# Р-77
РВВ-СД  — российская управляемая ракета средней дальности (110 км) класса «воздух-воздух» с моноимпульсной доплеровской активной радиолокационной головкой самонаведения 
РВВ-АЕ - ракета в экспортном варианте, до 80 км. 
по классификации МО США и НАТО — AA-12 Adder (рус. Гадюка)). Разработана в государственном машиностроительном конструкторском бюро «Вымпел». Принята на вооружение в 1994 году (РВВ-СД — в 2013 году).
РВВ-СД предназначена для борьбы с воздушными целями: самолётами, вертолётами, ракетами классов «земля — воздух» и «воздух — воздух» в любое время суток в простых и сложных метеоусловиях, при наличии фоновых и активных радиолокационных помех. Вероятность поражения цели составляет 0,6-0,7.

## История создания
Начиная с мая 1984 г. ракета проходила лётные испытания в составе вооружения самолёта МиГ-29. В 1984 г. новую ракету запустили в серийное производство в Киеве (до 1992 г.). Государственные
испытания завершились в 1991 г., а 23 февраля 1994 г. ракету официально приняли на вооружение.

## Конструкция

схема ракеты Р-77

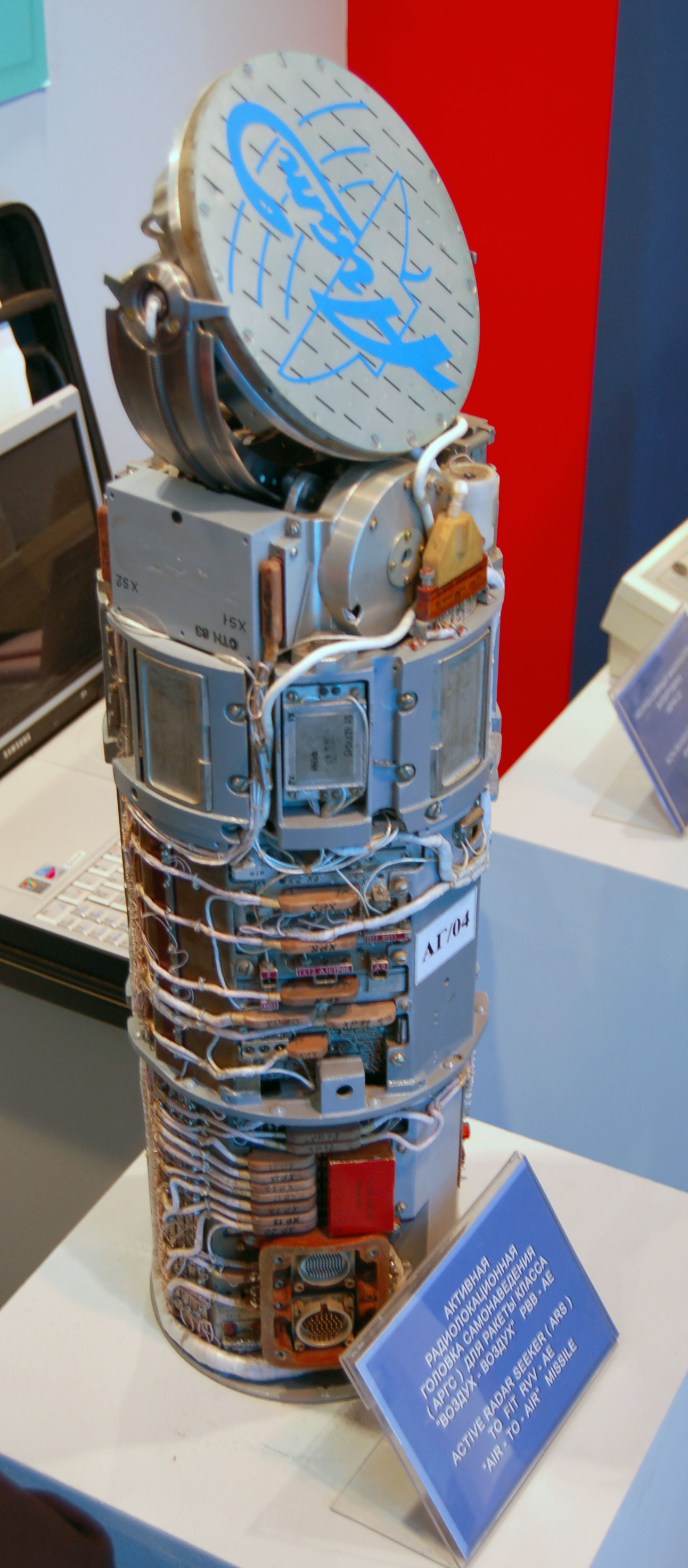
Активная радиолокационная головка самонаведения ракеты РВВ-АЕ. МАКС-2009

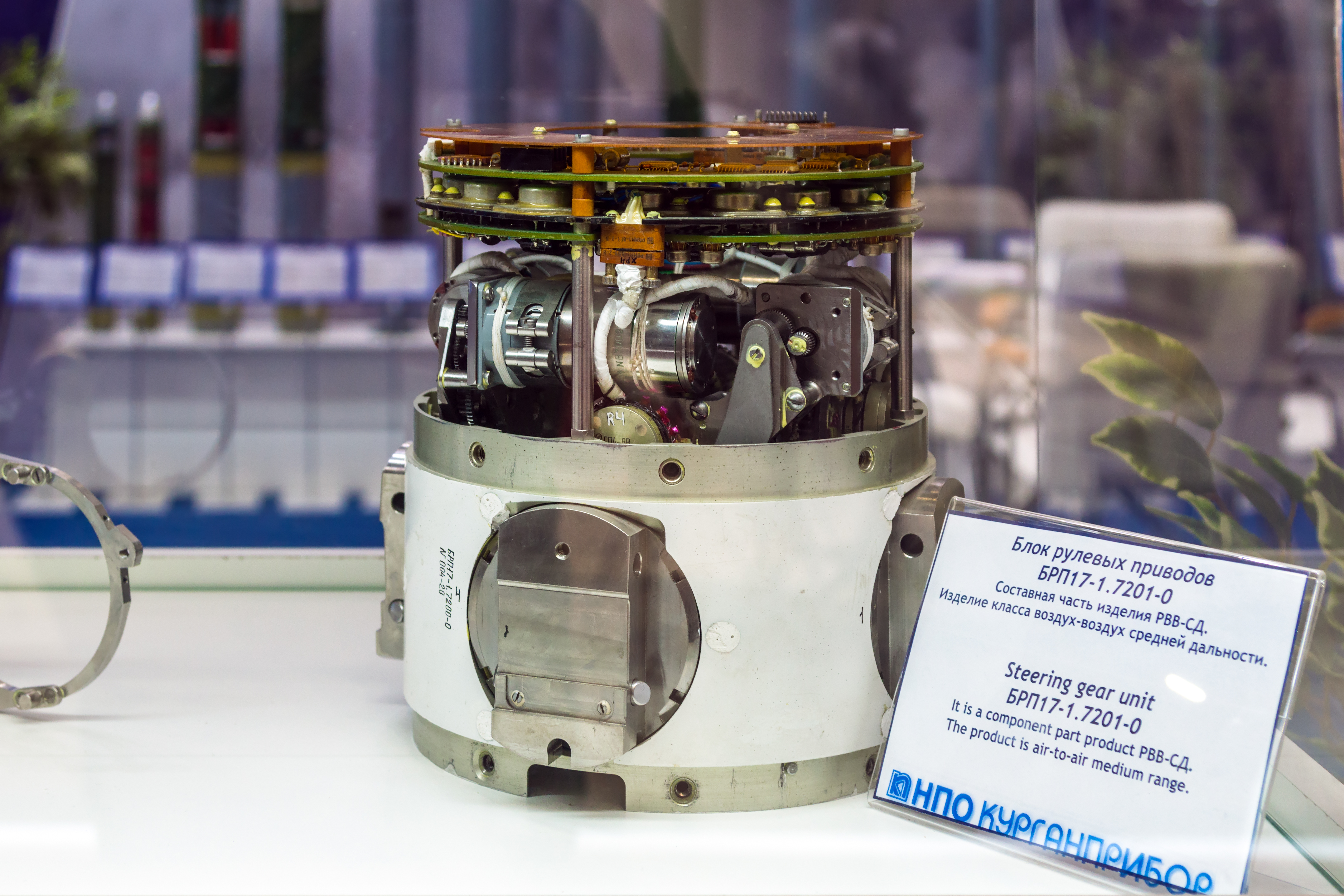
Блок рулевых приводов ракеты РВВ-АЕ. Армия-2022.

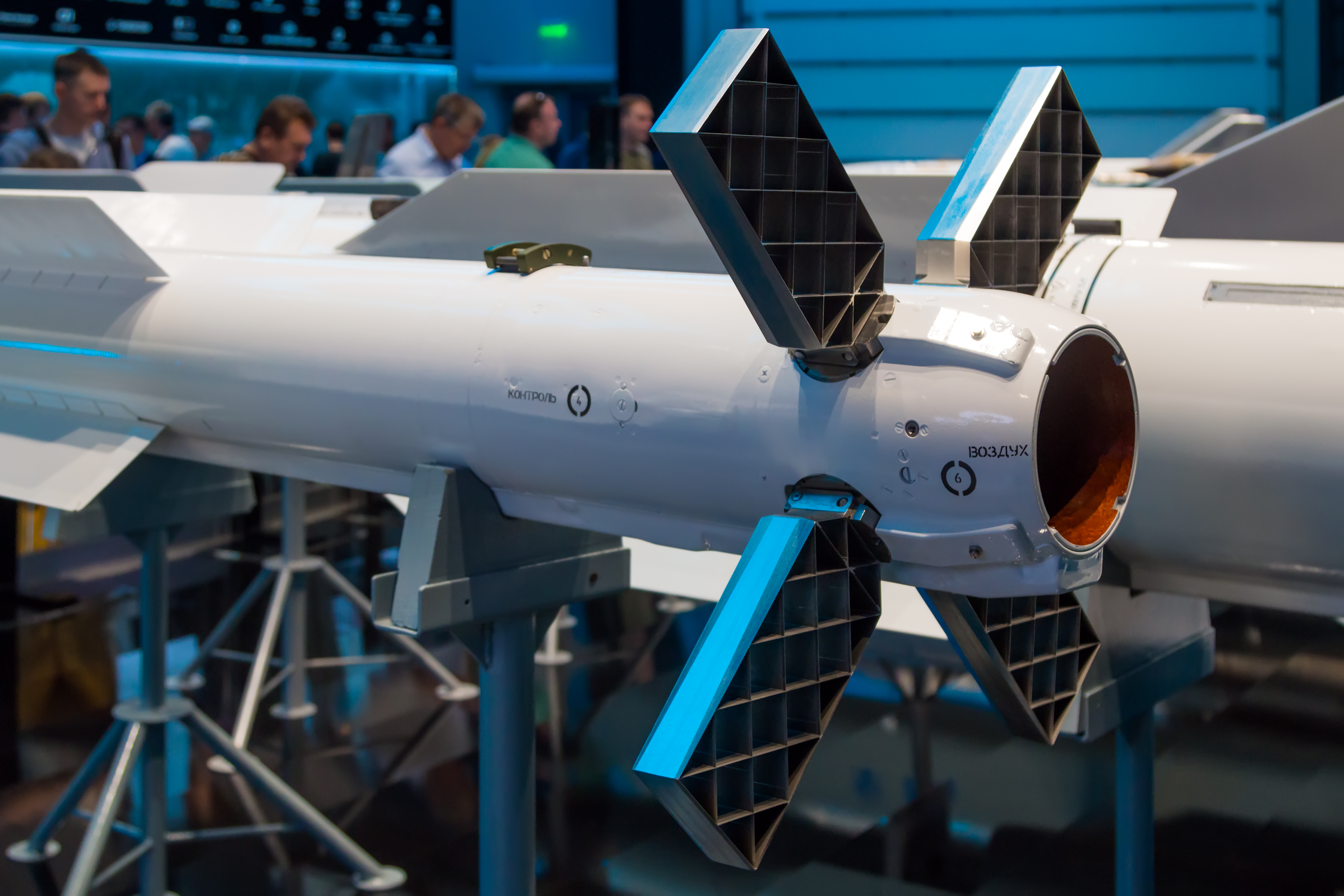
Решётчатые рули ракеты РВВ-АЕ. Армия-2022.

### Аэродинамическая схема
Аэродинамическая схема — нормальная. Цилиндрический корпус и крылья являются основными элементами, создающими подъёмную силу. Крылья малого удлинения имеют простую форму в плане и тонкий профиль, что минимизирует волновое сопротивление ракеты и упрощает её размещение во внутренних отсеках вооружения самолётов-носителей.
Носовая часть ракеты имеет параболическую форму, что увеличивает общую подъёмную силу ракеты. Использование решётчатых рулей с очень малым (в пределах 1,5 кгм) шарнирным моментом позволило применить малогабаритный электропривод малой мощности.
Благодаря такой структуре рулей реализуется бессрывное обтекание и, следовательно, сохраняется эффективность до углов атаки порядка 40°. Имеется возможность изменения характеристик хвостового оперения путём варьирования количества ячеек руля, которые практически аэродинамически независимы друг от друга и от корпуса ракеты. У них более благоприятные по сравнению с традиционными рулями прочностные и аэроупругие характеристики.
Решётчатые рули могут складываться и при необходимости автоматически раскрываться после пуска. Этим обеспечиваются минимальные транспортировочные габариты (квадрат со стороной 300 мм), а также решается задача снижения общей эффективной отражающей поверхности самолёта.

### Двигатель
Ракета Р-77 оснащена твердотопливным двигателем, обеспечивающим энергичный начальный отлёт от носителя на максимальную дальность полёта. При этом развивается скорость полёта, соответствующая числу 4 М.

### Система управления
Наведение ракеты комбинированное: командно-инерциальное на начальном и активное на конечном участке траектории. Переход к активному наведению производится по сигналу с бортового компьютера, определяющего дальность захвата цели головкой самонаведения (ГСН) 1348. После перехода на самонаведение линия коррекции полётных данных ракеты с самолёта-носителя продолжает формировать математическую модель цели. В случае срыва автосопровождения цели организуется повторный поиск с использованием этой модели. Дальность захвата цели с ЭПР равной 5 м² составляет 16 км.
Во всех режимах работы используется метод модифицированного пропорционального наведения. При наличии организованных помех, когда бортовая радиолокационная станция носителя не может передавать на ракету информацию о дальности и скорости сближения с целью, наведение происходит по специальным траекториям. В головке самонаведения ракеты реализована также возможность пассивного наведения на источник помех, совмещенный с целью.
В состав ГСН входит моноимпульсный пеленгатор и ЭВМ. Для повышения помехозащищённости и обеспечения высокой точности наведения реализована пространственно-временная обработка сигнала, калмановская фильтрация, непрерывное решение кинематических уравнений с возможностью поддержания процесса наведения при временных срывах автосопровождения цели.

### Взрыватель
Взрыватель — лазерный. Облучая цель и определяя по отраженному сигналу расстояние до неё, устройство подрывает боевую часть на оптимальной дистанции. Параметры взрывателя адаптируются к размеру поражаемой цели. Предусмотрен также контактный взрыватель (для случаев прямого попадания или падения на землю или в воду) на случай необходимого самоуничтожения.

### Боевая часть
Боевая часть — стержневая с микрокумулятивными элементами. Масса БЧ — 22 кг. Стержни соединены между собой попарно, образуя при подрыве сплошное расширяющееся кольцо, которое оказывает режущее действие по конструкции цели. Микрокумулятивные составляющие боевой части поражают высокоскоростные цели в режиме противоракетной обороны самолёта-носителя.

### Электрический рулевой привод
Уникальной для ракет "воздух-воздух" особенностью Р-77 является решетчатые аэродинамические рули, расположенные на хвосте, с малым сопротивлением и стабильным шарнирным моментом во всем диапазоне скоростей, высот и углов атаки при безсрывном обтекании, которые разработаны и изготавливаются на ДП Государственное Киевское конструкторское бюро «Луч» . Такие рули впервые прошли испытания на баллистической ракете «Точка». В сложенном положении они не выступают за поперечные габариты ракеты, которые определяются размахом крыла. Наряду с малым весом относительно небольшая длина руля обеспечивает возможность размещения большого количества ракет внутри фюзеляжного отсека перспективного истребителя. Кроме того, за счет малой хорды такого руля шарнирный момент мал и слабо зависит от скорости и высоты полета, а также от угла атаки. Нужный момент не превышает 1,5 кгм, что позволило применить для отклонения рулей малогабаритные и легкие электрические рулевые приводы. Рули сохраняют эффективность на углах атаки до 40 °, обладают большой жесткостью, что положительно сказывается на параметрах процесса управления. Как и любое другое техническое решение, использование решетчатых аэродинамических рулей управления  имеет и недостатки — увеличенное аэродинамическое сопротивление и увеличенная эффективная поверхность рассеяния, что, впрочем, в какой-то степени компенсируется сложенным положением рулей, что способствует размещению ракет на носителе при внутрифюзеляжной и контейнерной подвеске.

## Сравнительная характеристика
Советские и российские аналоги
| Ракета   | Дальность полёта, км | Высоты, м | Максимальная скорость ракеты, М | Максимальная скорость цели, км/ч | Масса, кг | Масса БЧ, кг | Система наведения                                                 | Типы поражаемых целей                                                                                   |
| -------- | -------------------- | --------- | ------------------------------- | -------------------------------- | --------- | ------------ | ----------------------------------------------------------------- | --- |
| РВВ-СД   | 110                  | 20-25000  | 4                               | 3600                             | 190       | 22,5         | ИНС с радиокоррекцией + АРГСН с возможностью пассивного наведения | самолёты (в т. ч. постановщики помех), вертолёты, ракеты крылатые, «воздух-воздух»/«воздух-поверхность» |
| Р-27П/ЭП | 72/110               | 20-27000  | 4,5                             | 3500                             | 248/346   | 39           | ИНС с радиокоррекцией + ПРГСН                                     | самолёты (в т. ч. постановщики помех)                                                                   |
| Р-27Р/ЭР | 75/110               | 20-27000  | 4,5                             | 3500                             | 253/350   | 39           | ИНС с радиокоррекцией + ПАРГСН                                    | самолёты                                                                                                |
| Р-27Т/ЭТ | 65/80                | 20-27000  | 4,5                             | 3500                             | 245/343   | 39           | ИНС с радиокоррекцией + ТГСН                                      | самолёты, вертолёты                                                                                     |
| Р-33     | 160                  | 20-28000  | 4,5                             | 3700                             | 500       | 47           | ИНС + полуактивная радиолокационная ГСН                           | самолёты, КР                                                                                            |

Зарубежные аналоги
| Ракета      | Изображение | Год  | Дальность, км | Скорость, число М | Длина, м | Диаметр, м | Размах крыла, м | Размах рулей, м | Масса, кг | Масса БЧ, кг | Тип БЧ     | Тип двигателя | Тип наведения  |
| ----------- | ----------- | ---- | ------------- | ----------------- | -------- | ---------- | --------------- | --------------- | --------- | ------------ | ---------- | ------------- | -------------- |
| AIM-7F      |             | 1975 | 70            | 4М                | 3,66     | 0,203      | 1,02            | 0,81            | 231       | 39           | ОФ         | РДТТ          | ПАР ГСН        |
| AIM-54C     |             | 1986 | 184           | 5М                | 4,01     | 0,38       | 0,925           | 0,925           | 462       | 60           | ОФ         | РДТТ          | ИНС+РК+АРЛ ГСН |
| AIM-120A    |             | 1991 | 50-70         | 4М                | 3,66     | 0,178      | 0,533           | 0,635           | 157       | 23           | ОФ         | РДТТ          | ИНС+РК+АРЛ ГСН |
| AIM-120C-7  |             | 2006 | 120           | 4М                | 3,66     | 0,178      | 0,445           | 0,447           | 161,5     | 20,5         | ОФ         | РДТТ          | ИНС+РК+АРЛ ГСН |
| MICA-IR     |             | 1998 | 50            | 4М                | 3,1      | 0,16       |                 | 0,56            | 110       | 12           | ОФ         | РДТТ          | ИНС+РК+ТП ГСН  |
| MICA-EM     |             | 1999 | 50            | 4М                | 3,1      | 0,16       |                 | 0,56            | 110       | 12           | ОФ         | РДТТ          | ИНС+РК+АРЛ ГСН |
| Р-77        |             | 1994 | 100           | 4М                | 3,5      | 0,2        | 0,4             | 0,7             | 175       | 22           | стержневая | РДТТ          | ИНС+РК+АРЛ ГСН |
| PL-12       |             | 2007 | 100           | 4М                | 3,93     | 0,2        | 0,67            | 0,752           | 199       |              | ОФ         | РДТТ          | ИНС+РК+АРЛ ГСН |
| MBDA Meteor |             | 2013 | >100          | 4М                | 3,65     | 0,178      |                 |                 | 185       |              | ОФ         | ПВРД          | ИНС+РК+АРЛ ГСН |

## Модификации

Модификации ракеты Р-77. Сверху вниз:
Р-77 (РВВ-АЭ),
Р-77ПД (РВВ-ПД),
РВВ-ЗРК,
К-77М (изделие 180),
К-77МЭ (изделие 180-БД)

- РВВ-СД — (р-77-1) на вооружении истребителей ВКС РФ, с увеличенной до 110 км дальностью пуска, испытания завершены в 2013 году. [16]
- РВВ-АЕ (изделие 190) - экспортный вариант Р-77. Активно поставлялась третьим странам. Дальность 80 км.
- РВВ-АЕ-ПД — модификация ракеты с прямоточным воздушно-реактивным двигателем, что существенно увеличило дальность пуска; создание завершено в 1999[17]
- РВВ-АЕ-ЗРК — зенитная модификация ракеты.
- Р-77 (К-77, изделие 170) — базовый вариант. Первоначально производилась на заводе "Артем" в Киеве, затем была снята с производства. Для ВВС РФ Р-77 не закупалась.
- Изделие 180 (К-77М) — в разработке, ракета средней дальности для перспективных истребителей пятого поколения[18].
- Изделие 180-БД (К-77МЭ «энергетическая») — в разработке, с повышенной по сравнению с К-77М дальностью[18][19].

## ТТХ РВВ-АЕ
| Параметр                                    | Показатель         | Доп.информ.                                      |
| ------------------------------------------- | ------------------ | ------------------------------------------------ |
| Диаметр:                                    | 200 мм             | Диаметр без крыльев.                             |
| Длина                                       | 3600 мм            | -                                                |
| Размах крыла                                | 400 мм             | -                                                |
| Размах решётчатого стабилизатора:           | 700 мм             | -                                                |
| Вес:                                        | 175 кг             | При стандартном разрывном заряде.                |
| Дальность пуска макс. в переднюю полусферу: | 80 км              | Полностью выгорает топливо, теряется управление. |
| Дальность пуска мин. в заднюю полусферу:    | 300 метров         | Более близкий пуск опасен для запускающего.      |
| Дальность поражения низколетящей цели       | 20-25 км           | -                                                |
| Скорость полёта поражаемой цели:            | 3600 км/ч (1 км/с) | На более скоростных целях испытаний не велось.   |
| Скорость полёта:                            | 4250 км/ч (3,5 М)  | -                                                |
| Масса боевой части:(разрывного заряда)      | 22 кг              | Без учёта поражающих элементов.                  |

## Совместимость

### Крепление к носителю
Р-77 применяется с катапультного устройства АКУ-170.

### Носители
Ракетой Р-77 могут быть оснащены модернизированные истребители семейства Су-27 и МиГ-29. В начале 1990-х годов она успешно прошла государственные испытания и в 1994 году была принята на вооружение российских ВВС. Серийный выпуск ракеты Р-77 для ВВС Советского Союза налаживался в Киеве на ГАХК «Артем» и после развала СССР был прекращён после выпуска опытных партий. Серийное производство Р-77 для российских ВВС не велось, а на экспорт ракеты РВВ-АЕ изготавливались опытным производством ГосМКБ «Вымпел». Дальнейшее развитие Р-77 — РВВ-СД — на 2009 год проходила государственные испытания, после чего должна начаться закупка ракет данной модификации для ВВС России. Ракета закупалась небольшими партиями для прошедших модернизацию строевых Су-27СМ (основная опция модернизации — возможность применять ракеты семейства Р-77), а также для новых Су-27СМ3, Су-30М2 и МиГ-29СМТ, недавно поставленных ВВС РФ. В настоящее время РВВ-СД (Р-77-1) серийно производится ГосМКБ "Вымпел".

## На вооружении
- Россия
- Беларусь
- Алжир
- Китай
- Индия 1000-2000 РВВ-АЕ[22]
- Венесуэла
- Малайзия 35 ракет закуплено в 2012 на сумму 35 млн долл США[23]
- Вьетнам

## Боевое применение
Строевые части ВВС России получают РВВ-СД начиная с 2016 г.: первые кадры с ракетами под крыльями истребителей Су-30 и Су-35 были получены с базы Хмеймим в Сирии, где эти самолёты были размещены после инцидента, в ходе которого российский бомбардировщик Су-24 был сбит турецким истребителем F-16.  
Индийские истребители Су-30, нёсшие ракеты Р-77 (экспортные РВВ-АЕ), участвовали в воздушном бою с пакистанскими самолётами в феврале 2019 года. Как сообщила индийская телекомпания NDTV со ссылкой на источники в ВВС Индии, заявленная дальность пуска ракет Р-77 не подтвердилась, и они не могли быть использованы против целей на расстоянии более чем 80 км, в то время как пакистанцы атаковали индийские самолёты ракетами AIM-120 на дальности около 100 км. Как отметил индийский военный аналитик Ракеш Кришнан Симха, в результате индийские Су-30 не могли атаковать F-16 и были вынуждены действовать оборонительно.
Использовалась российской стороной в ходе вторжения России на Украину.